# 利马总主教宫

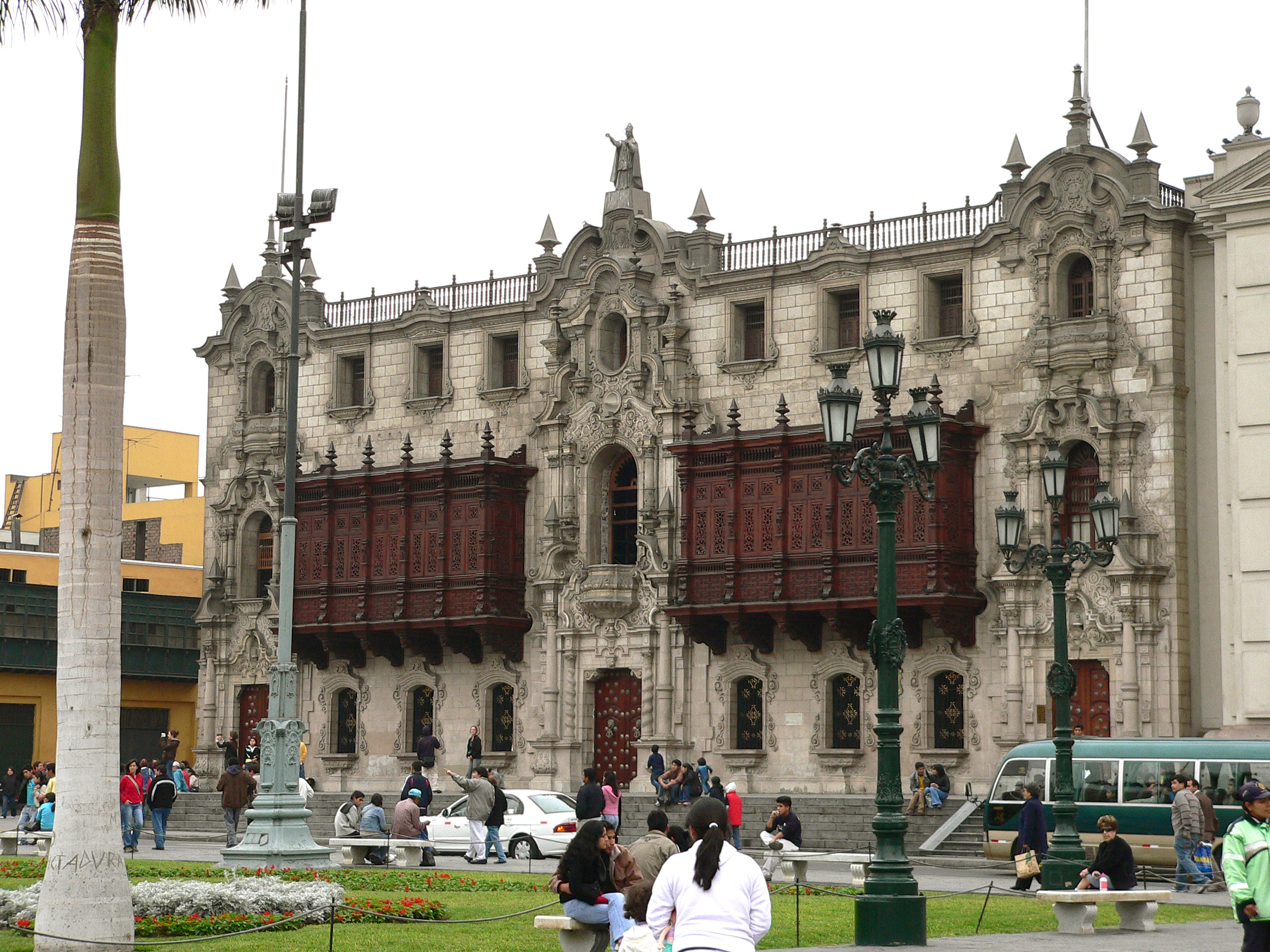
利马总主教宫

利马总主教宫（Palacio Arzobispal de Lima）是罗马天主教利马总主教若望‧西普里亞尼樞機的府邸，也是天主教利马总教区的行政总部，位于秘鲁首都利马古城中心武器广场的东北角。
目前的建筑物建成于1924年12月8日，由波兰建筑师Ricardo de Jaxa Malachowski设计，被认为是二十世纪早期利马新殖民建筑的最好的范例。
该位置毗邻利马主教座堂，曾是该市第一个警察局以及第一个监狱的所在地。
其立面为巴洛克式，完全石砌，大门上方是华丽的雪松阳台，以及总教区的主保圣人圣Turibius的花岗岩雕塑。宫殿有两根旗杆，分别悬挂秘鲁国旗和梵蒂冈国旗。内部装饰华丽，有古巴的主保圣人圣巴巴拉的雕塑，大理石楼梯，天花板照明使用著名法国花窗玻璃，让光线进入。